# دانشگاهیان
به جامعه استادان دانشگاه، استادیاران و دانشجویان و پژوهشگران دخیل در آموزش عالی و حوزه پژوهش اصطلاحاً به‌طور جمعی، دانشگاهیان گفته می‌شود. اگرچه بسیاری از مدیران دارای درجه پیشرفته، به پیگیری تحقیقات علمی و نوشتن می‌پردازند و همچنین به وظایف اداری خود رسیدگی می‌کنند، یک فرد دانشگاهی معمولاً دارای یک درجه پیشرفته است.

## برابر غربی
در زبان انگلیسی به دانشگاها academicans گفته می‌شود. این کلمه از akademeia در یونان باستان، و از قهرمان آتن، Akademos مشتق شده‌است. در خارج از دیوارهای شهر آتن، ورزشگاه معروف افلاطون به عنوان یک مرکز یادگیری ساخته شده‌است. فضای مقدس، اختصاص داده شده به الهه حکمت، آتنا، بوده‌است و از این رو عبارت «باغ‌های دانشگاهی» انرا بیان می‌کنند.
در این باغ، فیلسوف بزرگ، افلاطون با پیروان خود صحبت می‌کرد. سرانجام افلاطون توانست جلسات خود را به یک روش آموزش فلسفه توسعه دهد و در سال ۳۸۷ قبل از میلاد، توانست آنچه را که امروز به عنوان آکادمی قدیمی شناخته شده‌است، تأسیس کند.
با گسترش دانشگاه‌ها، چنین معنی برای آن آمده‌است که محیطی برای انباشت دانش فرهنگی، توسعه و انتقال در سراسر نسل‌ها است. در قرن ۱۷، محققان بریتانیایی و فرانسوی با استفاده از این اصطلاح، انواع مؤسسات آموزش عالی را توصیف کردند.

## انگلستان
در انگلستان، عناوین مختلف رتبه علمی استفاده می‌شود، به‌طور معمول عضو محقق، محقق (همچنین محقق ارشد و محقق اصلی)، مدرس (مدرس ارشد و مدرس اصلی)، خواننده و استاد. اصطلاح محاوره دان هم است که گاهی برای آموزش کارکنان در آکسفورد و کمبریج جایگزین شده‌است. محقق گاهی معادل با «دانشگاهی» استفاده می‌شود و به‌طور کلی کسانی هستند که در رشته پژوهش خود به تلسط رسید ه‌اند.